# Nazionale maschile di calcio della Slovenia
La nazionale di calcio della Slovenia (in sloveno Slovenska nogometna reprezentanca) è la rappresentativa calcistica della Slovenia ed è controllata dalla Nogometna Zveza Slovenije, la locale federazione calcistica.
La Slovenia ha giocato la sua prima gara nel 1992, un anno dopo la separazione dello stato sloveno dalla Iugoslavia. Dal 1920 al 1991 i calciatori sloveni militavano, infatti, nella nazionale iugoslava.
La nazionale slovena ha partecipato a due fasi finali del campionato europeo (2000 e 2024),arrivando per la prima volta agli ottavi di finale e a due fasi finali del campionato mondiale (2002 e 2010), concludendo in tre casi con altrettante eliminazioni al primo turno. In tre occasioni ha raggiunto la qualificazione tramite i play-off, eliminando l'Ucraina nel 1999, la Romania nel 2001 e la Russia nel 2009. Solitamente disputa le gare casalinghe allo stadio Stožice di Lubiana. In alternativa gioca le partite interne allo Stadio Ljudski vrt di Maribor o a Capodistria.
Nella classifica mondiale della FIFA, istituita nell'agosto 1993, la Slovenia vanta quale migliore piazzamento il 15º posto dell'ottobre e del novembre 2010, mentre il peggiore piazzamento è 134º posto del dicembre 1993. Occupa il 58º posto della graduatoria.

## Storia

### L'era della Jugoslavia (1921-1991)
Per oltre mezzo secolo i calciatori sloveni erano selezionabili solo dalla nazionale jugoslava, i cui migliori risultati furono il secondo posto al campionato d'Europa del 1960 e il quarto posto al campionato del mondo del 1962. L'ultima apparizione della squadra con questo nome si ebbe nel 1990, quando fu eliminata ai quarti di finale del campionato mondiale in Italia.

### La nascita e gli anni novanta (1991-1999)
Nel 1991, a seguito dell'ottenimento di indipendenza da parte dello stato, nacque l'attuale selezione slovena, che prese parte alle qualificazioni al campionato d'Europa 1996, debuttando a Maribor con un pareggio contro l'Italia di Sacchi (vicecampione mondiale in carica). Pur ottenendo 11 punti nel girone, mancò l'accesso alla fase finale del campionato europeo.
Fallì anche la qualificazione al campionato mondiale del 1998, classificandosi ultima nel girone con un solo punto. Riuscì, invece, ad accedere al campionato d'Europa del 2000 terminando il proprio raggruppamento al secondo posto e superando l'Ucraina agli spareggi (2-1 a Lubiana e 1-1 a Kiev).

### Anni duemila: esordi a europeo e mondiale
Al campionato europeo di Belgio e Paesi Bassi del 2000 la Slovenia si presentò con Srečko Katanec (il quale vantava trascorsi da calciatore anche in Italia, con la Sampdoria) in panchina nel ruolo di CT e la stella Zlatko Zahovič in campo. Al debutto del girone D la squadra andò in vantaggio di tre reti contro la Jugoslavia per essere poi raggiunta sul pari nel volgere di sette minuti. La successiva sconfitta contro la Spagna (1-2) e il pari a reti bianche contro la Norvegia sancirono l'eliminazione della compagine slovena.
La Slovenia qualificò anche per il campionato del mondo 2002, a cui ebbe accesso superando la Romania agli spareggi (2-1 a Lubiana e 1-1 a Bucarest).  La campagna in Giappone e Corea del Sud si rivelò, però, fallimentare, con l'eliminazione giunta al primo turno a seguito di tre sconfitte (contro Spagna per 1-3, Sudafrica per 0-1 e Paraguay per 1-3). La Slovenia di Bojan Prašnikar mancò poi l'accesso al campionato d'Europa 2004, venendo eliminata agli spareggi dalla Croazia (1-1 a Zagabria e 1-2 a Lubiana). Nell'ottobre del 2004 ottenne una vittoria contro l'Italia di Marcello Lippi nelle qualificazioni al campionato del mondo del 2006 (poi vinto dagli azzurri), ma si classificò solo quarta nel girone eliminatorio.
Dopo la breve gestione di Branko Oblak, esonerato a causa degli scarsi risultati nelle qualificazioni a Germania 2006, nel 2007 arrivò sulla panchina slovena il CT Matjaž Kek. Fallito anche l'accesso all'europeo 2008, nell'autunno 2009 la Slovenia staccò il biglietto per il mondiale di Sudafrica 2010. Al secondo posto nel girone fece infatti seguito il successo nello spareggio contro la più quotata Russia (battuta per 1-0 al ritorno a Maribor dopo la sconfitta per 2-1 all'andata) grazie alla regola dei gol fuori casa.

### Anni duemiladieci e duemilaventi
Il cammino al campionato del mondo giocato in Sudafrica si chiuse nella fase a gironi, in cui gli sloveni si piazzarono dietro Inghilterra e Stati Uniti. Dopo la vittoria all'esordio contro l'Algeria (1-0) e il pareggio contro gli Stati Uniti (2-2), l'eliminazione ebbe il sapore della beffa per la nazionale allenata da Matjaž Kek, dal momento che gli Stati Uniti si qualificarono vincendo la gara contro l'Algeria grazie a un gol di Landon Donovan segnato nei minuti di recupero del secondo tempo, mentre la Slovenia perse per 1-0 contro gli inglesi l'ultima gara. Alla fine del mondiale sudafricano, nel luglio 2010, la Slovenia si issò comunque al 19º posto della classifica mondiale della FIFA, salendo di 4 posizioni. Mantenne il medesimo piazzamento nei mesi di agosto e settembre, per poi portarsi, nella graduatoria del 20 ottobre, al 15º posto della classifica, miglior piazzamento di sempre per la nazionale slovena. Conservò il piazzamento anche nel mese di novembre.
La Slovenia ritrovò l'Italia sulla strada delle qualificazioni al campionato europeo del 2012 e perse entrambe le gare contro gli azzurri. Si classificò poi quarta nel girone, mancando la qualificazione. Mancò pure la qualificazione anche al campionato del mondo 2014, arrivando terza nel proprio girone dietro alla Svizzera capolista, che nell'ultima giornata di qualificazione sconfisse gli sloveni per 1-0, e all'Islanda. Non si qualificò nemmeno per il campionato d'Europa 2016: dopo essersi classificata terza nel proprio girone dietro Inghilterra e Svizzera, fu sconfitta negli spareggi per la qualificazione dall'Ucraina. Mancò successivamente la qualificazione al campionato del mondo 2018, giungendo quarta nel proprio girone eliminatorio.
Nella UEFA Nations League 2018-2019 la Slovenia fu sorteggiata nel girone di Lega C con Norvegia, Bulgaria e Cipro. In sei partite ottenne tre pareggi e subì tre sconfitte, retrocedendo in Lega D a causa dell'ultimo posto finale, ma successivamente fu ripescata in Lega C con il cambio di formula a partire dall'edizione 2020-2021.
Nel novembre 2018 si aprì la seconda gestione del CT Kek, sotto la cui guida la squadra fallì la qualificazione al campionato d'Europa 2020, classificandosi ancora quarta nel proprio raggruppamento. Nell'edizione 2020-2021 della UEFA Nations League, invece, la Slovenia rimase imbattuta in sei partite e ottenne il primo posto nel girone di Lega C, piazzamento che garantì la promozione in Lega B.
Nelle qualificazioni al campionato del mondo 2022, pur essendo riuscita a battere per la prima volta la Croazia, la Slovenia perse di misura due partite contro la Russia e fu sorprendentemente sconfitta da Cipro, vedendosi relegata al quarto posto nel girone, alle spalle di croati, russi e slovacchi. Seguì il terzo posto nel girone di Lega B della UEFA Nations League 2022-2023.
Il CT Kek riuscì poi a condurre la Slovenia alla qualificazione al campionato d'Europa 2024 grazie al secondo posto nel girone dietro alla capolista Danimarca, con 22 punti in 10 partite. Per la prima volta gli sloveni si qualificarono a una fase finale di un grande torneo senza passare attraverso i play-off. Al campionato europeo la Slovenia riuscì a superare per la prima volta la fase a gironi, come una delle migliori terze classificate in seguito a tre pareggi, contro Danimarca (1-1), Serbia (1-1) e Inghilterra (0-0), poi fu eliminata agli ottavi di finale dal Portogallo, vittorioso per 3-0 ai tiri di rigore dopo lo 0-0 dei tempi supplementari.

## Partecipazioni ai tornei internazionali
Fino al 1992 la Slovenia non aveva una propria nazionale in quanto lo stato sloveno era inglobato nella Jugoslavia. Esisteva, quindi, un'unica nazionale che rappresentava tutta la Jugoslavia.

Legenda: Grassetto: Risultato migliore, Corsivo: Mancate partecipazioni

## Statistiche dettagliate sui tornei internazionali

### Mondiali
| Anno | Luogo                    | Piazzamento     | V | N | P | Gol |
| ---- | ------------------------ | --------------- | - | - | - | --- |
| 1998 | Francia                  | Non qualificata | - | - | - | -   |
| 2002 | Corea del Sud / Giappone | Primo turno     | 0 | 0 | 3 | 2:7 |
| 2006 | Germania                 | Non qualificata | - | - | - | -   |
| 2010 | Sudafrica                | Primo turno     | 1 | 1 | 1 | 3:3 |
| 2014 | Brasile                  | Non qualificata | - | - | - | -   |
| 2018 | Russia                   | Non qualificata | - | - | - | -   |
| 2022 | Qatar                    | Non qualificata | - | - | - | -   |

### Europei
| Anno | Luogo                | Piazzamento      | V | N | P | Gol |
| ---- | -------------------- | ---------------- | - | - | - | --- |
| 1996 | Inghilterra          | Non qualificata  | - | - | - | -   |
| 2000 | Belgio / Paesi Bassi | Primo turno      | 0 | 2 | 1 | 4:5 |
| 2004 | Portogallo           | Non qualificata  | - | - | - | -   |
| 2008 | Austria / Svizzera   | Non qualificata  | - | - | - | -   |
| 2012 | Polonia / Ucraina    | Non qualificata  | - | - | - | -   |
| 2016 | Francia              | Non qualificata  | - | - | - | -   |
| 2020 | Europa               | Non qualificata  | - | - | - | -   |
| 2024 | Germania             | Ottavi di finale | 0 | 4 | 0 | 2:2 |

### Nations League
| Anno      | Luogo       | Piazzamento   | V | N | P | Gol  |
| --------- | ----------- | ------------- | - | - | - | ---- |
| 2018-2019 | Portogallo  | 14° in Lega C | 0 | 3 | 3 | 5:8  |
| 2020-2021 | Italia      | 1° in Lega C  | 4 | 2 | 0 | 8:1  |
| 2022-2023 | Paesi Bassi | 9° in Lega B  | 1 | 3 | 2 | 6:10 |

## Tutte le rose

### Mondiali
Coppa del Mondo FIFA 20021 Simeunovič, 2 Sankovič, 3 Milinovič, 4 Vugdalič, 5 Galič, 6 Knavs, 7 Novak, 8 A. Čeh, 9 Osterc, 10 Zahovič, 11 Pavlin, 12 Dabanovič, 13 Rudonja, 14 Gajser, 15 Tavčar, 16 Tiganj, 17 Pavlovič, 18 Ačimovič, 19 Karić, 20 N. Čeh, 21 Cimirotič, 22 Nemec, 23 Bulajič, CT: Katanec
Coppa del Mondo FIFA 20101 S. Handanovič, 2 Brečko, 3 Džinič, 4 Šuler, 5 Cesar, 6 Ilič, 7 Pečnik, 8 Koren, 9 Ljubijankič, 10 Birsa, 11 Novakovič, 12 J. Handanovič, 13 Jokić, 14 Dedič, 15 Krhin, 16 Šeliga, 17 Kirm, 18 Radosavljevič, 19 Filekovič, 20 Komac, 21 Stevanovič, 22 Mavrič, 23 Matavž, CT: Kek

### Europei
Campionato d'Europa UEFA 20001 Simeunovič, 2 Bulajič, 3 Milinovič, 4 Milanič, 5 Galič, 6 Knavs, 7 Novak, 8 Čeh, 9 Udovič, 10 Zahovič, 11 Pavlin, 12 Dabanovič, 13 Rudonja, 14 Gajser, 15 Istenič, 16 Žlogar, 17 Šiljak, 18 Ačimovič, 19 Karić, 20 Osterc, 21 Pavlovič, 22 Nemec, CT: Katanec
Campionato d'Europa UEFA 20241 Oblak, 2 Karničnik, 3 Balkovec, 4 Blažič, 5 Gorenc-Stanković, 6 Bijol, 7 Verbič, 8 Lovrić, 9 Šporar, 10 Elšnik, 11 Šeško, 12 Belec, 13 Janža, 14 Kurtić, 15 Horvat, 16 Vekič, 17 Mlakar, 18 Vipotnik, 19 Celar, 20 Stojanović, 21 Drkušić, 22 Gnezda Čerin, 23 Brekalo, 24 Žugelj, 25 Zeljković, 26 Iličić, CT: Kek

## Rosa attuale
Lista dei giocatori convocati per le gare amichevoli del 6 e 10 giugno 2025.
Presenze e reti aggiornate al 10 giugno 2025, al termine della gara contro la Bosnia ed Erzegovina,
|  | P | Jan Oblak         | 7 gennaio 1993    | 77 | -65 | Atlético Madrid      |  |  |
|  | P | Matevž Vidovšek   | 30 ottobre 1999   | 2  | -2  | Olimpia Lubiana      |  |  |
|  | P | Igor Vekič        | 6 maggio 1998     | 2  | 0   | Vejle                |  |  |
|  |   |                   |                   |    |     |                      |  |  |
|  | D | Petar Stojanović  | 7 ottobre 1995    | 67 | 2   | Salernitana          |  |  |
|  | D | Jaka Bijol        | 5 febbraio 1999   | 63 | 1   | Udinese              |  |  |
|  | D | Žan Karničnik     | 18 settembre 1994 | 38 | 2   | Celje                |  |  |
|  | D | Erik Janža        | 21 giugno 1993    | 23 | 3   | Górnik Zabrze        |  |  |
|  | D | David Brekalo     | 3 dicembre 1998   | 22 | 1   | Orlando City         |  |  |
|  | D | Vanja Drkušić     | 30 ottobre 1999   | 19 | 0   | Stella Rossa         |  |  |
|  | D | Sven Karič        | 7 marzo 1998      | 2  | 0   | Pari Nižnij Novgorod |  |  |
|  | D | David Zec         | 5 gennaio 2000    | 2  | 0   | Holstein Kiel        |  |  |
|  |   |                   |                   |    |     |                      |  |  |
|  | C | Benjamin Verbič   | 27 novembre 1993  | 63 | 7   | Levadeiakos          |  |  |
|  | C | Adam Gnezda Čerin | 16 luglio 1999    | 42 | 6   | Panathīnaïkos        |  |  |
|  | C | Sandi Lovric      | 28 marzo 1998     | 42 | 4   | Udinese              |  |  |
|  | C | Timi Max Elšnik   | 29 aprile 1998    | 28 | 1   | Stella Rossa         |  |  |
|  | C | Dejan Petrovič    | 12 gennaio 1998   | 9  | 0   | Rijeka               |  |  |
|  | C | Tamar Svetlin     | 30 luglio 2001    | 3  | 1   | Celje                |  |  |
|  | C | Mark Zabukovnik   | 27 dicembre 2000  | 3  | 0   | Celje                |  |  |
|  | C | David Tijanić     | 16 luglio 1997    | 1  | 0   | Göztepe              |  |  |
|  |   |                   |                   |    |     |                      |  |  |
|  | A | Benjamin Šeško    | 31 maggio 2003    | 41 | 16  | RB Lipsia            |  |  |
|  | A | Blaž Kramer       | 1º giugno 1996    | 10 | 0   | Konyaspor            |  |  |
|  | A | Andrés Vombergar  | 20 novembre 1994  | 5  | 1   | San Lorenzo          |  |  |
|  | A | Aljoša Matko      | 29 marzo 2000     | 2  | 0   | Celje                |  |  |

## Record individuali
Dati aggiornati al 10 giugno 2025.
- Il grassetto indica giocatori ancora in attività con la nazionale.

### Classifica presenze
| Posizione | Giocatore          | Presenze | Reti | Periodo   |
| --------- | ------------------ | -------- | ---- | --------- |
| 1         | Bostjan Cesar      | 101      | 10   | 2003-2018 |
| 2         | Bojan Jokic        | 100      | 1    | 2006-2019 |
| 3         | Jasmin Kurtic      | 96       | 2    | 2012-     |
| 4         | Valter Birsa       | 90       | 7    | 2006-2018 |
| 5         | Josip Iličić       | 86       | 17   | 2010-     |
| 6         | Samir Handanovic   | 81       | 0    | 2004-2015 |
| 7         | Zlatko Zahovic     | 80       | 35   | 1992-2004 |
| 7         | Milivoje Novakovic | 80       | 32   | 2006-2017 |
| 9         | Miso Brecko        | 77       | 0    | 2004-2015 |
| 9         | Jan Oblak          | 77       | 0    | 2012-     |

### Classifica reti
| Posizione | Giocatore          | Reti | Presenze | Periodo   |
| --------- | ------------------ | ---- | -------- | --------- |
| 1         | Zlatko Zahovic     | 35   | 80       | 1992-2004 |
| 2         | Milivoje Novakovic | 32   | 80       | 2006-2017 |
| 3         | Josip Iličić       | 17   | 86       | 2010-     |
| 4         | Sašo Udovič        | 16   | 42       | 1993-2000 |
| 4         | Benjamin Sesko     | 16   | 41       | 2021-     |
| 6         | Ermin Šiljak       | 14   | 48       | 1994-2005 |
| 7         | Milenko Ačimovič   | 13   | 74       | 1998-2007 |
| 8         | Andraž Šporar      | 12   | 61       | 2016-     |
| 9         | Tim Matavz         | 11   | 39       | 2009-2020 |

## Commissari tecnici
Dati aggiornati al 2 luglio 2024.
| Name               | Periodo   | G  | V  | N  | P  | %V    | %N    | %P    | Risultati                                                  |
| ------------------ | --------- | -- | -- | -- | -- | ----- | ----- | ----- | ---------------------------------------------------------- |
| Bojan Prašnikar    | 1991-1993 | 4  | 1  | 2  | 1  | 25.00 | 50.00 | 25.00 |                                                            |
| Zdenko Verdenik    | 1994-1997 | 32 | 10 | 8  | 14 | 31.25 | 25.00 | 43.75 |                                                            |
| Bojan Prašnikar    | 1998      | 5  | 1  | 1  | 3  | 20.00 | 20.00 | 60.00 |                                                            |
| Srečko Katanec     | 1998-2002 | 47 | 18 | 16 | 13 | 38.30 | 34.00 | 27.70 | qualificazione a Euro 2000 qualificazione al mondiale 2002 |
| Bojan Prašnikar    | 2002-2004 | 16 | 6  | 3  | 7  | 37.50 | 18.75 | 43.75 | play-off di Euro 2004                                      |
| Branko Oblak       | 2004-2006 | 23 | 6  | 7  | 10 | 26.10 | 30.40 | 43.50 |                                                            |
| Matjaž Kek         | 2007-2011 | 49 | 20 | 9  | 20 | 40.82 | 18.37 | 40.82 | qualificazione al mondiale 2010                            |
| Slaviša Stojanovič | 2011-2012 | 9  | 2  | 2  | 5  | 22.22 | 22.22 | 55.56 |                                                            |
| Srečko Katanec     | 2013-2017 | 42 | 16 | 7  | 19 | 38.10 | 16.66 | 45.23 | play-off di Euro 2016                                      |
| Tomaž Kavčič       | 2017-2018 | 7  | 1  | 1  | 5  | 14.29 | 14.29 | 71.43 |                                                            |
| Igor Benedejčič    | 2018      | 2  | 0  | 2  | 0  | 00.00 | 100.0 | 00.00 |                                                            |
| Matjaž Kek         | 2018-     | 58 | 27 | 19 | 12 | 46.55 | 32.76 | 20.69 |                                                            |

## Confronti con le altre nazionali
Dati aggiornati al 19 novembre 2018.
|  | Bilancio positivo (più vittorie)                           |
|  | Bilancio neutro (numero di vittorie = numero di sconfitte) |
|  | Bilancio negativo (più sconfitte)                          |

### Pre-indipendenza (1921-1991)
| Slovenia pre-indipendenza (1921-1991) | Slovenia pre-indipendenza (1921-1991) | Slovenia pre-indipendenza (1921-1991) | Slovenia pre-indipendenza (1921-1991) | Slovenia pre-indipendenza (1921-1991) | Slovenia pre-indipendenza (1921-1991) | Slovenia pre-indipendenza (1921-1991) | Slovenia pre-indipendenza (1921-1991) | Slovenia pre-indipendenza (1921-1991) |
| Avversario                            | G                                     | V                                     | N                                     | P                                     | RF                                    | RS                                    | DR                                    | %V                                    |
| ------------------------------------- | ------------------------------------- | ------------------------------------- | ------------------------------------- | ------------------------------------- | ------------------------------------- | ------------------------------------- | ------------------------------------- | ------------------------------------- |
| Austria                               | 1                                     | 0                                     | 1                                     | 0                                     | 2                                     | 2                                     | 0                                     | 0%                                    |
| Bosnia ed Erzegovina                  | 1                                     | 1                                     | 0                                     | 0                                     | 2                                     | 0                                     | +2                                    | 100%                                  |
| Cina                                  | 1                                     | 1                                     | 0                                     | 0                                     | 5                                     | 2                                     | +3                                    | 100%                                  |
| Croazia                               | 1                                     | 0                                     | 0                                     | 1                                     | 0                                     | 1                                     | -1                                    | 0%                                    |
| Francia                               | 1                                     | 0                                     | 0                                     | 1                                     | 0                                     | 5                                     | -5                                    | 0%                                    |
| Total                                 | 5                                     | 2                                     | 1                                     | 2                                     | 9                                     | 10                                    | −1                                    | 40%                                   |

### Slovenia indipendente (1992-oggi)
| Bilancio totale (1992-oggi) | Bilancio totale (1992-oggi) | Bilancio totale (1992-oggi) | Bilancio totale (1992-oggi) | Bilancio totale (1992-oggi) | Bilancio totale (1992-oggi) | Bilancio totale (1992-oggi) | Bilancio totale (1992-oggi) | Bilancio totale (1992-oggi) |
| Avversario                  | G                           | V                           | N                           | P                           | RF                          | RS                          | DR                          | %V                          |
| --------------------------- | --------------------------- | --------------------------- | --------------------------- | --------------------------- | --------------------------- | --------------------------- | --------------------------- | --------------------------- |
| Albania                     | 7                           | 4                           | 2                           | 1                           | 6                           | 2                           | +4                          | 57.14%                      |
| Algeria                     | 2                           | 1                           | 0                           | 1                           | 1                           | 2                           | −1                          | 50%                         |
| Argentina                   | 1                           | 0                           | 0                           | 1                           | 0                           | 2                           | −2                          | 0%                          |
| Australia                   | 1                           | 1                           | 0                           | 0                           | 2                           | 0                           | +2                          | 100%                        |
| Austria                     | 4                           | 1                           | 0                           | 3                           | 2                           | 5                           | -3                          | 25%                         |
| Azerbaigian                 | 1                           | 0                           | 1                           | 0                           | 0                           | 0                           | 0                           | 0%                          |
| Bielorussia                 | 5                           | 1                           | 2                           | 2                           | 5                           | 8                           | −3                          | 20%                         |
| Belgio                      | 2                           | 0                           | 1                           | 1                           | 0                           | 2                           | −2                          | 0%                          |
| Bosnia ed Erzegovina        | 4                           | 0                           | 0                           | 4                           | 4                           | 10                          | −6                          | 0%                          |
| Bulgaria                    | 4                           | 0                           | 1                           | 3                           | 2                           | 8                           | −6                          | 0%                          |
| Canada                      | 1                           | 1                           | 0                           | 0                           | 1                           | 0                           | +1                          | 100%                        |
| Cina                        | 1                           | 0                           | 1                           | 0                           | 0                           | 0                           | 0                           | 0%                          |
| Colombia                    | 1                           | 0                           | 0                           | 1                           | 0                           | 1                           | −1                          | 0%                          |
| Croazia                     | 11                          | 1                           | 4                           | 6                           | 10                          | 19                          | −9                          | 9.09%                       |
| Cipro                       | 12                          | 6                           | 3                           | 3                           | 19                          | 11                          | +8                          | 50%                         |
| Rep. Ceca                   | 5                           | 1                           | 1                           | 3                           | 2                           | 7                           | −5                          | 20%                         |
| Danimarca                   | 5                           | 0                           | 1                           | 4                           | 2                           | 12                          | −10                         | 0%                          |
| Inghilterra                 | 7                           | 0                           | 2                           | 5                           | 4                           | 10                          | −6                          | 0%                          |
| Estonia                     | 9                           | 6                           | 1                           | 2                           | 13                          | 5                           | +8                          | 66.66%                      |
| Fær Øer                     | 4                           | 3                           | 1                           | 0                           | 12                          | 3                           | +9                          | 75%                         |
| Finlandia                   | 2                           | 0                           | 1                           | 1                           | 1                           | 3                           | −2                          | 0%                          |
| Francia                     | 3                           | 0                           | 0                           | 3                           | 2                           | 10                          | −8                          | 0%                          |
| Georgia                     | 4                           | 2                           | 1                           | 1                           | 5                           | 4                           | +1                          | 50%                         |
| Germania                    | 1                           | 0                           | 0                           | 1                           | 0                           | 1                           | −1                          | 0%                          |
| Ghana                       | 1                           | 1                           | 0                           | 0                           | 2                           | 0                           | +2                          | 100%                        |
| Gibilterra                  | 1                           | 1                           | 0                           | 0                           | 6                           | 0                           | +6                          | 100%                        |
| Grecia                      | 7                           | 0                           | 4                           | 3                           | 3                           | 11                          | −8                          | 0%                          |
| Honduras                    | 1                           | 0                           | 0                           | 1                           | 1                           | 5                           | −4                          | 0%                          |
| Ungheria                    | 4                           | 3                           | 0                           | 1                           | 5                           | 3                           | +2                          | 75%                         |
| Islanda                     | 4                           | 3                           | 0                           | 1                           | 15                          | 7                           | +8                          | 75%                         |
| Israele                     | 5                           | 2                           | 3                           | 0                           | 8                           | 5                           | +3                          | 40%                         |
| Italia                      | 7                           | 2                           | 1                           | 4                           | 3                           | 5                           | −2                          | 28.57%                      |
| Costa d'Avorio              | 1                           | 0                           | 0                           | 1                           | 0                           | 3                           | −3                          | 0%                          |
| Kosovo                      | 2                           | 2                           | 0                           | 0                           | 3                           | 1                           | +2                          | 100%                        |
| Lituania                    | 3                           | 2                           | 0                           | 1                           | 3                           | 2                           | +1                          | 66.66%                      |
| Lettonia                    | 8                           | 4                           | 2                           | 2                           | 17                          | 7                           | +10                         | 50%                         |
| Lussemburgo                 | 4                           | 4                           | 0                           | 0                           | 9                           | 1                           | +8                          | 100%                        |
| Macedonia del Nord          | 7                           | 1                           | 2                           | 4                           | 7                           | 13                          | −6                          | 14.28%                      |
| Malta                       | 8                           | 7                           | 1                           | 0                           | 15                          | 1                           | +14                         | 87.50%                      |
| Messico                     | 1                           | 1                           | 0                           | 0                           | 2                           | 1                           | +1                          | 100%                        |
| Moldavia                    | 4                           | 4                           | 0                           | 0                           | 10                          | 1                           | +9                          | 100%                        |
| Montenegro                  | 3                           | 2                           | 1                           | 0                           | 4                           | 1                           | +3                          | 66.66%                      |
| Paesi Bassi                 | 2                           | 0                           | 0                           | 2                           | 0                           | 3                           | −3                          | 0%                          |
| Nuova Zelanda               | 1                           | 1                           | 0                           | 0                           | 3                           | 1                           | +2                          | 100%                        |
| Irlanda del Nord            | 5                           | 1                           | 1                           | 3                           | 2                           | 3                           | −1                          | 0%                          |
| Norvegia                    | 11                          | 2                           | 3                           | 6                           | 10                          | 17                          | −7                          | 18.18%                      |
| Oman                        | 2                           | 2                           | 0                           | 0                           | 11                          | 0                           | +11                         | 100%                        |
| Paraguay                    | 1                           | 0                           | 0                           | 1                           | 1                           | 3                           | −2                          | 0%                          |
| Polonia                     | 8                           | 2                           | 3                           | 3                           | 9                           | 9                           | 0                           | 25%                         |
| Qatar                       | 3                           | 1                           | 1                           | 1                           | 4                           | 2                           | +2                          | 33.33%                      |
| Romania                     | 9                           | 3                           | 3                           | 3                           | 12                          | 14                          | −2                          | 33.33%                      |
| Russia                      | 7                           | 2                           | 1                           | 4                           | 8                           | 11                          | −3                          | 28.57%                      |
| San Marino                  | 5                           | 5                           | 0                           | 0                           | 20                          | 0                           | +20                         | 100%                        |
| Arabia Saudita              | 1                           | 1                           | 0                           | 0                           | 2                           | 0                           | +2                          | 100%                        |
| Scozia                      | 5                           | 0                           | 3                           | 2                           | 3                           | 7                           | −4                          | 0%                          |
| Serbia                      | 9                           | 1                           | 8                           | 1                           | 12                          | 14                          | -2                          | 12.50%                      |
| Slovacchia                  | 8                           | 3                           | 4                           | 1                           | 9                           | 6                           | +3                          | 37.50%                      |
| Sudafrica                   | 1                           | 0                           | 0                           | 1                           | 0                           | 1                           | −1                          | 0%                          |
| Spagna                      | 2                           | 0                           | 0                           | 2                           | 2                           | 5                           | −3                          | 0%                          |
| Svezia                      | 4                           | 0                           | 2                           | 2                           | 1                           | 4                           | −3                          | 0%                          |
| Svizzera                    | 9                           | 2                           | 1                           | 6                           | 8                           | 17                          | −9                          | 22.22%                      |
| Trinidad e Tobago           | 1                           | 1                           | 0                           | 0                           | 3                           | 1                           | +2                          | 100%                        |
| Tunisia                     | 2                           | 1                           | 1                           | 0                           | 3                           | 2                           | +1                          | 50%                         |
| Turchia                     | 2                           | 1                           | 0                           | 1                           | 2                           | 1                           | +1                          | 50%                         |
| Ucraina                     | 6                           | 2                           | 3                           | 1                           | 7                           | 7                           | 0                           | 33.33%                      |
| Emirati Arabi Uniti         | 2                           | 0                           | 2                           | 0                           | 3                           | 3                           | 0                           | 0%                          |
| Uruguay                     | 2                           | 0                           | 0                           | 2                           | 0                           | 4                           | −4                          | 0%                          |
| Stati Uniti                 | 2                           | 0                           | 1                           | 1                           | 4                           | 5                           | −1                          | 0%                          |
| Galles                      | 1                           | 0                           | 1                           | 0                           | 0                           | 0                           | 0                           | 0%                          |
| Totale                      | 276                         | 98                          | 71                          | 107                         | 343                         | 330                         | +13                         | 35.50%                      |

## Colori e simboli

### Sponsor tecnico
Lo sponsor tecnico della nazionale slovena è la Nike, con cui ha il contratto con la squadra fino al 2016. Prima i sponsor tecnici erano Kappa, Uhlsport, Adidas e Puma.

### Controversia sui colori
Fino al 1992, quando non era affiliata dalla FIFA e dall'UEFA, la nazionale slovena giocò le sue partite con i colori tradizionali sloveni: bianco, blu e rosso. Dopo l'indipendenza e il riconoscimento dalla FIFA e dall'UEFA, la squadra giocò con gli stessi colori fino al 1994, quando la commissione della federcalcio slovena decise di cambiare i colori a verde e bianco, i colori tradizionali della capitale Lubiana, nonché del NK Olimpija, il club più famoso dell'epoca, che aveva sede in questa città. Il verde non ha, nel caso sloveno, giustificazioni certe, né storiche, né dinastiche, dalla sua parte se non il riferimento alle fronde dei tigli attorno ai quali si riuniva il popolo nelle tradizionali assemblee. Forse la Slovenia voleva soltanto distinguersi nell'ambito dalle altre undici nazionali slave (tutte con maglie rosse o bianche o azzurre che sono i colori panslavi) e riferirsi, naturalisticamente, alle sue montagne davvero boscose. Oppure si rifà ad una tradizione mitteleuropea che vede nel verde il colore delle rivoluzioni democratiche nazionali.
Per il fatto che verde e bianco non furono mai i colori tradizionali sloveni, vi furono forti pressioni affinché si tornasse ai colori iniziali, specialmente nell'est e nel nord del paese: secondo vari sondaggi fatti dopo il 1994 circa i due terzi degli sloveni erano contrari alla combinazione verde-bianco (nell'est della Slovenia, la percentuale di chi si opponeva a questi colori era di oltre l'80%). Per questo una nuova commissione della federcalcio slovena, che salì al potere all'inizio del 2009, deliberò un cambio dei colori della maglia a partire dal 2012.